# Antonia Delaere
Antonia Delaere (Anversa, 1º agosto 1994) è una cestista belga.

## Carriera

### Club
Cresciuta nel Kangoeroes, dal 2010 partecipa al campionato belga e contemporaneamente, nel periodo 2010-2013, disputa le gare internazionali di EuroCup Women nella squadra Lotto Young Cats.
Nel 2014 viene ingaggiata dalla squadra francese di Saint Amand, ma si infortuna prima dell'inizio del campionato.
Termina la stagione nel Kangoeroes Willebroek.
Nel 2015-16 passa al Namur Capitale.
La stagione successiva si trasferisce al Castors Braine, con cui vince tre campionati nazionali.
Nel 2019-20 viene ingaggiata dal Nantes Rezé nel campionato francese.
Nel 2020-21 partecipa al campionato spagnolo nel Club Deportivo Ibaeta di San Sebastián.
L'anno seguente rimane in Spagna, accordandosi con il Basket Zaragoza.

### Nazionale
Nelle rappresentative giovanili nazionali, vince una medaglia d'argento agli europei under-16 del 2009 e una d'oro agli europei Under-18 nel 2011. Partecipa inoltre ai mondiali Under-17 del 2010.
In nazionale maggiore esordisce il 3 giugno 2011 a Taranto nella gara di qualificazione agli europei del 2011 contro la Germania.
Nel 2017 vince la medaglia di bronzo agli europei della Repubblica Ceca.

## Palmarès
- Campionato belga: 3

Castors Braine: 2016-17, 2017-18, 2018-19
- Coppa del Belgio femminile: 3

Belfius Namur: 2016; Castors Braine: 2017, 2019